# Sin memoria
Sin memoria es una película mexicana dramática y de thriller de 2011 dirigida por Sebastián Borensztein y protagonizada por Martha Higareda y Guillermo Iván. Fue escrita por Borensztein y Ben Odell. Se estrenó el 11 de febrero de 2011.

## Sinopsis
Beto, un hombre que despierta sin saber dónde está ni recordar nada sobre su pasado. Conforme intenta recuperar la memoria y su vida va descubriendo una serie de piezas que revelarán sucesos inesperados, como un robo, un desengaño, la redención de la propia sangre y un amor apasionado.

## Reparto
- Martha Higareda como Mónica.
- Guillermo Iván como Beto.
- Pedro Armendáriz Jr. como Benítez.
- Julio Bracho
- Emilio Echevarría como Torres.
- Armando Hernández como Montero.
- Miguel Ángel Galván como Blanco.
- Daniela Schmidt como Lola.
- César Ramos como Rojas.
- Rafael Amaya
- Pablo Cruz Guerrero
- Beatriz Moreno como Graciela.
- Antonio González Durán como Policía 2.